# Sparco
Sparco er et italiensk firma, der hovedsageligt har specialiseret sig i at producere brandsikre køredragter til professionel racerkørsel.

## Produkter

### Køredragt
Køredragtens funktion er at isolere fra infrarød stråling og stikflammer, så der ikke opstå andengradsforbrændinger under ulykker.
Køredragtens 3 lag er lavet af en blanding af Nomex, kevlar, PBI (polybenzimidazole) og PVA fiber (Polyvinylalkohol).
Ofte er den enkelt dragt specielsyet til den enkelte person for at få den bedste komfort.

#### Brandsikkerhed standard for køredragter
Alt Sparco's køredragter er godkendt af SFI Foundation, og der er minimumkrav at det skal være selvslukkende indenfor 2 sekunder efter direkte ild.
| SFI klasse | TPP-værdi | tiden til en andengradsforbrænding opstår |
| ---------- | --------- | ----------------------------------------- |
| 3.2A/1     | 6         | 3 sek.                                    |
| 3.2A/3     | 14        | 7 sek.                                    |
| 3.2A/5     | 19        | 10 sek.                                   |
| 3.2A/10    | 38        | 19 sek.                                   |
| 3.2A/15    | 60        | 30 sek.                                   |
| 3.2A/20    | 80        | 40 sek.                                   |

### Sko
Sparco har et samarbejde med Puma SE, der laver sko i deres navn.
Ifølge FIA skal en godkendt køresko dække anklen, og det er ikke alle Sparco's modeller, der kan leve op til det krav.

### Sæder
De startede med at lave kulstof-sportssæder i 1998-99 til Lamborghini Diablo i kulstoffiber, og siden har de lavet sæder til flere af de største inden for hurtige biler, som Ferrari, Bugatti, Aston Martin, Bentley, Audi, Mclaren Cars, aMg Mercedes-Benz, Lotus Cars, Koenigsegg, Maserati, Ford GT, Mini.
De producerer også andre kulstoffiberelementer til biler i dag (2012).

### Andre produkter
- tuningsdele til biler
- undertøj og tophue (lavet i x-cool sliver)
- hjelme
- bilrat